# ألكسندر كوفاليف (لاعب كرة قدم)
ألكسندر كوفاليف هو لاعب كرة قدم روسي في مركز الدفاع، ولد في 21 فبراير 1982. لعب مع دينامو بارنول ودينامو بريانسك وسيسكا موسكو.

## وصلات خارجية
- ألكسندر كوفاليف (لاعب كرة قدم) على موقع قاعدة بيانات كرة القدم.إي يو (الإنجليزية)
- ألكسندر كوفاليف (لاعب كرة قدم) على موقع Soccerway.com (الإنجليزية)